# 수월관음보살도
수월관음보살도(水月觀音菩薩圖)은 서울특별시 용산구, 삼성미술관 리움에 있는 고려시대의 불화이다. 1987년 7월 16일 대한민국의 보물 제926호로 지정되었다.

## 개요
관음보살은 여러 가지 모습으로 변하여 중생 앞에 나타나 자비를 베푼다는 의미를 지니고 있는 보살이다. 가로 53cm, 세로 86cm 크기의 이 수월관음도에는 관음보살이 사는 화려한 정토(淨土)의 모습이 잘 묘사되어 있다.
중앙에 표현한 관음보살은 바위에 왼쪽으로 비스듬히 걸터 앉아 선재동자를 바라보고 있는 모습이다. 관음은 풍만한 얼굴과 섬세한 이목구비를 가지고 있으며, 가는 눈과 작은 입 등에서는 부드러우면서도 근엄한 인상이 풍긴다. 머리에는 화려한 보관(寶冠)을 높이 쓰고, 몸에는 투명하고 부드러운 옷과 화려한 팔찌·목걸이 등을 표현하였다. 등 뒤로는 한 쌍의 푸른 대나무가 보이고 바위 끝에는 버들가지가 꽂힌 꽃병이 있으며 그 주위를 둥근 광배(光背)가 둘러싸고 있다. 관음의 발 아래에는 붉고 흰 산호초와 연꽃 그리고 이름 모를 꽃들이 화려하게 피어 있다.
고려불화는 전 세계에 80여 점이 남아 있다고 하는데 우리나라에는 4∼5점만이 전한다. 이 수월관음도는 섬세하고 화려하면서 우아한 종교적인 아름다움과 격식을 지닌 작품으로 고려불화의 특징을 단적으로 보여주는 귀중한 작품이다.

## 같이 보기
- 삼성미술관 리움
- 수월관음도

## 참고 자료
- 수월관음보살도 - 국가유산청 국가유산포털